# Fares Odeh
Fares Odeh. född i december 1985 död 9 november 2000, var en palestinsk pojke som sköts till döds av israeliska ockupationsstyrkor nära gränsterminalen Karni på Gazaremsan när han kastade sten under Al-Aqsa-intifadans andra månad. 
Ett kort på en ensam Odeh framför en stridsvagn, i färd med att slunga iväg en sten, togs av en fotojournalist från Associated Press den 29 oktober 2000. Tio dagar senare, den 9 november, kastade Fares odeh återigen sten vid Karni gränsterminal när han sköts till döds med ett nackskott av en israelisk skytt. Fares Odeh och hans bild har sedan dess fått ikonisk status och utgör en symbol för motståndet mot den israeliska ockupationen av Palestina.

## Biografi
Fares Odeh föddes i Zeitun, ett kvarter i Gaza City på Gazaremsan. Han kom att bo där under sitt korta liv tillsammans med sina föräldrar Fayek och Anam och sina åtta syskon. Enligt The Washington Post var Odeh en "våghalsig yngling" som tyckte om att utföra riskabla stunttrick; en gång hoppade han över två och ett halvt meter mellan fasaderna på två fyravåningshus.
När den andra intifadan inleddes i september 2000 började Odeh att skolka från skolan för att delta i demonstrationerna vid gränsterminalen Karni och den israeliska bosättningen Netzarim. Odehs rektor beklagade sig över pojkens frånvaro inför hans föräldrar som, utan framgång, försökte hålla honom borta från konfliktens centrum. Anam, Fares mor, berättade senare för pressen hur hans far "slog honom gul och blå när han kastat sten". Fadern Fayek hade även försökt att fysiskt tygla sin son. En gång låste han in pojken på sitt rum, med följden att Fares tog sig ut fönstervägen. "Nästa gång Fayek fick veta att Farehs hade varit i hetzonen blev han tuffare mot honom och band ihop pojkens händer med fötterna och lämnade honom så på taket efter middagen. Vid midnatt smög hans ängsliga mor upp på taket och befriade honom", skriver The Washington Post,
Men Fares förblev oförskräckt. Hans mamma Anam fick upprepade gånger gå till platserna för de värsta striderna för att leta efter sin son. Ofta för att finna honom i fronten av demonstranter, närmast de israeliska soldaterna. "Jag måste ha gått ut och letat efter honom femtio gånger" citeras hon i The Washington Post. "En dag gick jag ut tre gånger. Ibland när jag satt mig för att äta kunde jag inte ta min första tugga förrän någon unge kom förbi för att berätta att Fares var vid gränsterminalen och kastade sten igen. Och jag fick släppa gaffeln och rusa ut för att få tag på honom".
"Det var inte berömmelsen han älskade", fortsatte hon. "Faktum är att han var rädd för att hans far skulle känna igen honom om han dök upp på TV, så han sprang alltid iväg från kamerorna. En dag, efter att jag släpat iväg honom från stridigheterna varje dag den senaste veckan, sa jag till honom. 'Okej, du måste kasta stenar? Visst. Men ta åtminstone skydd bakom något! Varför måste du alltid vara allra längst fram, till och med längre fram än de äldre barnen'? Och han svarade, 'Jag är inte rädd' "
Den 29 oktober tog fotografen Laurent Rebours från Associated Press den numera ikoniska bilden av Fares Odeh, som, enligt en påföljande AP-artikel "njöt av sin roll som den mest berömda stenkastaren" vid Karni gränsterminal. Den 1 november dödades Odehs kusin Shadi, en palestinsk polisman, under striderna i Gaza. "När det hände, sa Fares, 'Svor jag att jag skulle hämnas hans död'", berättade Anam Odeh för The Washington Post. "Han gick till Shadis begravningskrans och placerade ett snabbildsporträtt av sig själv i den. Han sa att kransen skulle vara för honom också."

## Död
Även om olika källor erbjuder olika datum, råder det konsensus kring att Fares Odeh sköts mellan den 8 och 10 november. Han uppträdde återkommande i fronten av en grupp shebabs, palestinska ynglingar, som kastade sten mot de israeliska ockupationssoldaterna vid Karni gränsterminal. Han kröp fram för att plocka upp en sten när han sköts med ett dödande skott i nacken av israeliska soldater. Fares vänner uppgav att han var så nära en israelisk stridsvagn att de var tvungna att vänta en timma innan det kändes säkert att återbörda kroppen och få in honom i en ambulans. Han förklarades död vid ankomsten till sjukhuset.

### Reaktioner
Enligt United Press International (UPI), närvarade tiotusentals människor Fares Odehs begravning. Hans pappa berättade: "Han är en shaheed, och det är vad han alltid velat bli - en martyr för Al Aqsa." I likhet med alla palestinska familjer vars medlemmar blivit dödade av ockupationsmakten efter den andra intifadans utbrott, mottog Odehs 10 000 dollar från Iraks dåvarande president Saddam Hussein. Hans mamma anmärkte att "Fares var en pojke som älskade mig så mycket [...] Hans blod är värt så mycket mer."
Efter sin död kom Fares Odeh att bli en ikon för det palestinska motståndet och utsågs till "Palestinas Envar" och "affischperson för det palestinska motståndet". För många palestinier är han en hjälte, porträtterad i graffiti, vägkonst, kalendrar och affischer. 2001 återfanns hans stenslunga i en utställning kallad "100 Martyrer - 100 Liv" vid Kulturcentret Khalil Sakakini i Ramallah. Han lovordades av bland andra Yassir Arafat i februari 2002. Fares Odehs aktivistpris har bildats i hans namn och utges årligen av Al-Awda: Koalitionen för Palestiniers Rätt att Återvända (PRCC). Pristagare år 2003 var dr. Salman Abu-Sitta.

## Läs även
- Mohammad Al-Durrah
- Den okände rebellen